# Monno
Monno är en ort och kommun i provinsen Brescia i regionen Lombardiet i Italien. Kommunen hade 535 invånare (2018).